# Hemiphora
Hemiphora là một chi thực vật có hoa trong họ Hoa môi (Lamiaceae).

## Loài
Chi Hemiphora gồm các loài: